# 大拜沙
大拜沙（葡萄牙語：Baixa Grande）是巴西巴伊亚州的一个市镇。总面积982.66平方公里，总人口20980人，人口密度21.4人/平方公里。